# 상 (좌풍익)
상(常, ? ~ ?)은 전한 후기의 관료이다. ‘상’은 이름자로, 성씨는 알 수 없다.

## 행적
황룡 원년(기원전 49), 좌풍익에 임명되었다.

## 출전
- 반고, 《한서》 권19하 백관공경표 下

| 전임 충랑 | 전한의 좌풍익 기원전 49년 ~ 기원전 47년? | 후임 연 |